# Боддинштрассе (станция метро)
«Боддинштрассе» (нем. Boddinstraße) — станция Берлинского метрополитена. Расположена на линии U8 между станциями «Херманплац» (нем. Hermannplatz) и «Лайнештрассе» (нем. Leinestraße). Станция находится в районе Берлина Нойкёльн, расположена на пересечении улиц Херманштрассе (нем. Hermannstraße) и Флугхафенштрассе (нем. Flughafenstraße). Станция, как и улица, названа в честь Германа Боддина, бургомистра города, располагавшегося на месте сегодняшнего района Нойкёльн.

## История
Станция открыта 17 июля 1927 года в составе участка «Шёнлайнштрассе» — «Боддинштрассе». С 23 апреля по 14 мая 1945 года после прямого попадания артиллерийского снаряда станция была закрыта.

## Архитектура и оформление
Двухпролётная колонная станция мелкого заложения, архитекторы — Альфред Гренандер и Альфред Фезе (Alfred Fehse). Для отделки станции использована светло-серая и синяя кафельная плитка.